# Sint-Barbarakapel (Thorn)

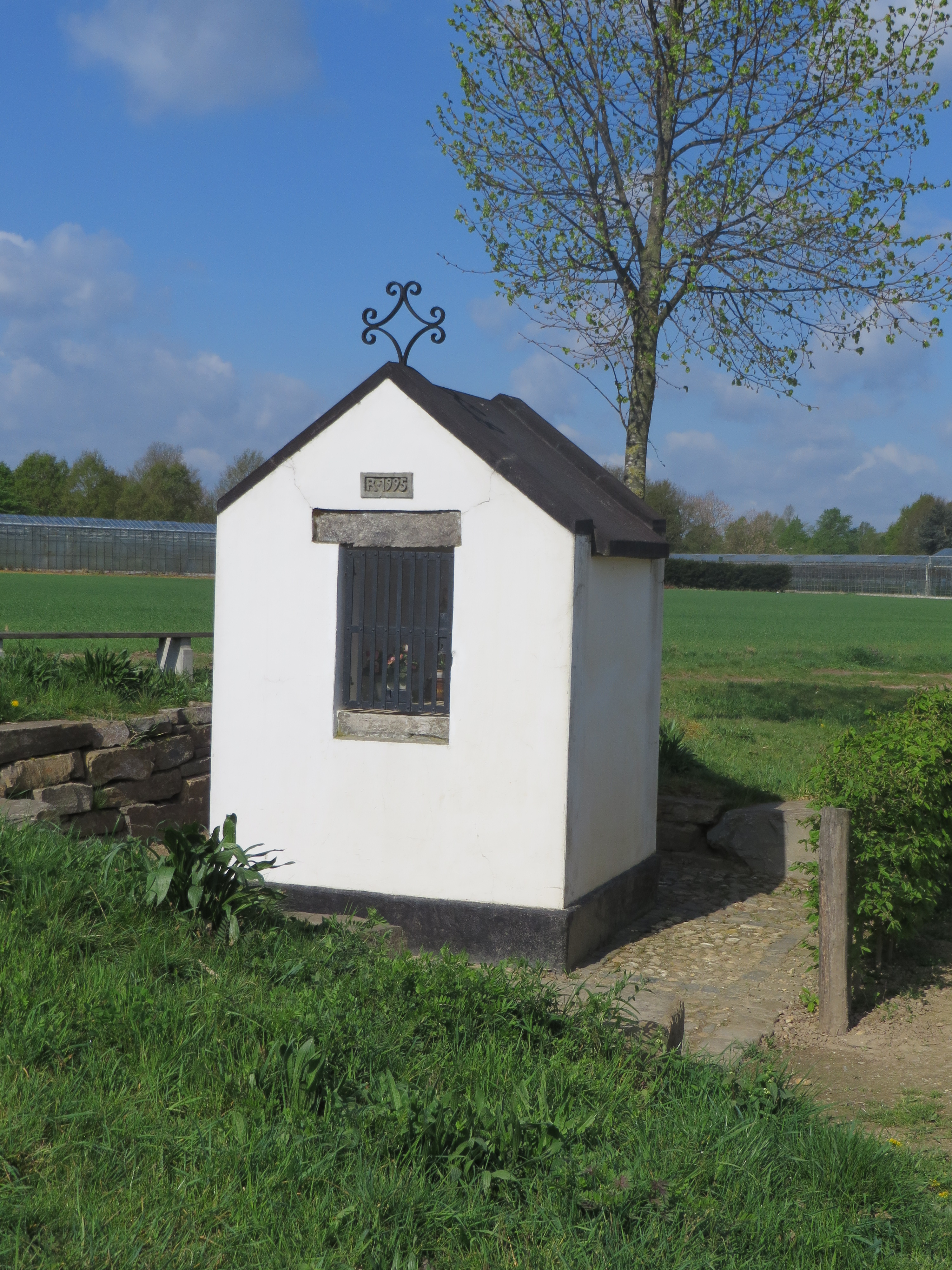
Sint-Barbarakapel

De Sint-Barbarakapel is een veldkapel in Thorn in de Nederlandse gemeente Maasgouw. De kapel staat aan de Santforterstraat ten noordoosten van het dorp en ten westen van buurtschap Baarstraat.
Op ongeveer 150 meter naar het noorden staat de Sint-Rochuskapel en op ongeveer 125 meter naar het zuidoosten staat de Heilige-Familiekapel.
De kapel is gewijd aan de heilige Barbara van Nicomedië.

## Geschiedenis
De precieze ouderdom van de kapel is niet bekend. In 1867 stond de kapel reeds ingetekend op de Kuyperkaart.
In de loop van de 20e eeuw werd het cultuurhistorisch belangrijke Barbarabeeld overgebracht naar de Sint-Michaëlkerk, en de kapel, die omstreeks 1950 nog in goede staat was, raakte in verval.
In 1962 werd de kapel gerestaureerd en voorzien van een beeld, vervaardigd door Harry van de Boel. Dit beeld werd echter ontvreemd.
In november 1979 werd de kapel ingeschreven in het rijksmonumentenregister.
In 1995 werd de kapel ingrijpend gerestaureerd, werd de kapel deels uit het talud gegraven en werden er Maaskeien rond het bouwwerk gelegd als bestrating. Een klein houten beeldje uit de jaren 1970 werd door een gepolychromeerd gipsen beeld vervangen, dat Barbara - patrones van de mijnwerkers - met een mijnlamp verbeeldt. Op 10 september 1995 werd de kapel opnieuw ingezegend.

## Bouwwerk
Rond de kapel ligt er een bestrating van Maaskeien met daarin de letter B gelegd.
De gepleisterde kapel op zwarte plint is een niskapel gebouwd op een rechthoekig plattegrond en wordt gedekt door een donker verzonken zadeldak van zwart geschilderde betonplaten. De frontgevel en achtergevel zijn een puntgevel met op de top van de frontgevel een smeedijzeren kruis. Boven de nis is er een gevelsteen ingemetseld met de tekst R 1995.
In de frontgevel bevindt zich de rechthoekige nis met erboven een onder een harstenen plint. De nis wordt afgesloten met een ijzeren spijlenhek en is van binnen wit gepleisterd. In de nis staat een polychroom Barbarabeeld die de heilige toont terwijl zij een mijnwerkerslamp vasthoudt en naast een toren staat.